# チュパカブラ・プロジェクト
『チュパカブラ・プロジェクト』（原題：THE LEGEND OF THE CHUPACABRA）は、アメリカ合衆国の映画作品。ドキュメンタリー形式になっている。

## あらすじ
マリア達三人の大学生と、護衛として雇われた元海兵隊員は、伝説のチュパカブラを探してプエルトリコへ赴く。現地では何者かにより山羊が惨殺されており、その犯人をチュパカブラと推測し、調査を開始する。山羊が襲われた農場を調べていたところ、突如チュパカブラが出現、警官を殺害して姿をくらます。
その夜、マリア達はチュパカブラ捕獲作戦を敢行するが、チュパカブラは罠にかからず、マリアが腕をかまれてしまう。現地の老人によると、チュパカブラの唾液には毒があり、噛まれると呪われてしまうという。チュパカブラのことを知るという現地の魔女2人を雇い、呪いを解くためにチュパカブラの巣を目指す一行。
チュパカブラの巣にたどり着くと、檻、ガソリン、ダイナマイトを発見する。何者かが持ち込んだものらしい。それらを利用してチュパカブラ捕獲を試みる事に。ダイナマイトで巣穴を爆破し、檻の中に入って囮となりチュパカブラをおびき寄せ、麻酔銃で撃つ作戦を立てる。
チュパカブラを麻酔弾で撃つことには成功するが、麻酔が効く前に反撃され、元海兵隊員が犠牲となる。
一行は眠ったチュパカブラをガソリンで焼却してとどめを刺そうとするが、失敗してガソリンで自爆してしまう。
もはや打つ手無しとなり、その場から逃げだすと、途中で不法入国者が隠れている小屋を発見。その小屋に逃げ込むが、なおもチュパカブラが襲撃してくる。だが、マリアがチュパカブラの口にナイフを突き刺し、チュパカブラを仕留めることに成功する。
その後チュパカブラを解剖し、どのような生き物なのか調べる。
マリア達の調査の後、新たにカリフォルニアでチュパカブラが映像に捉えられる。

## キャスト
※括弧内は日本語吹替
- マリア・エスペランザ：ケイシー・ジョイナー（松井菜桜子）
- ピート・コルテス：J・T・トレビーノ（成田剣）
- ダニエル・ウェブスター：クリス・ドートン（桜井敏治）
- アーミー：スタン・マッキニー（花田光）

## その他
- ドキュメンタリー形式の作品ではあるが、劇中登場するチュパカブラは非常に造形が悪く、しかも白昼堂々とカメラに映ってしまうため、着ぐるみであることは明白である。

- この映画の映像が、本物のチュパカブラの映像として出回ったことがある。ビートたけしのTVタックルでも紹介され、最終的に製作者のジョー・カストロへのインタビューで作り物であることが判明する。番組中で、撮影で使われたチュパカブラの着ぐるみはアメリカの博物館に寄贈され、山羊を襲っている再現で展示されていることが紹介される。
- この映画はロイド・カウフマン率いるトロマからリリースされる。